# Ekwok
Ekwok è una città degli Stati Uniti d'America, situata nella Census Area di Dillingham, nello Stato dell'Alaska.